# Annual Review of Neuroscience
Annual Review of Neuroscience – recenzowane czasopismo naukowe ukazujące się raz w roku i zawierające prace przeglądowe z dziedziny neurobiologii. Powstało w 1978 roku.
Impact factor czasopisma za rok 2015 wyniósł 14,265, dając mu 5. miejsce na 256 czasopism w kategorii „neurobiologia”. Na polskiej liście czasopism punktowanych przez Ministerstwo Nauki i Szkolnictwa Wyższego z 2015 roku „Annual Review of Neuroscience” otrzymało maksymalną liczbę punktów – 50.